# 上組駅
上組駅（かみぐみえき）は、かつて長野県小県郡丸子町（現在の上田市御岳堂）にあった上田丸子電鉄西丸子線の駅（廃駅）である。
小県郡依田村→丸子町大字御岳堂地籍の南部、上組集落に駅があった。

## 歴史
- 1926年（大正15年）8月12日：上田温泉電軌依田窪線の駅として開業。
- 1939年（昭和14年）8月30日：上田電鉄に社名変更。地方鉄道となり西丸子線と改称。
- 1943年（昭和18年）10月21日：上田電鉄と丸子鉄道が合併して上田丸子電鉄が発足。上田丸子電鉄の西丸子線の駅となる。
- 1961年（昭和36年）6月29日：同月25日の梅雨前線豪雨被害により休止となる。
- 1963年（昭和38年）11月1日：西丸子線廃止にともない廃駅となる。

## 駅構造
単式ホーム1面1線と待合室があるだけの無人駅であった。

## 駅跡地
駅の廃止後はバス停留所となっている。

## 隣の駅
上田丸子電鉄
西丸子線
御岳堂駅 - 上組駅 - 川端駅